# Gran Premio Città di Camaiore 1998
Il Gran Premio Città di Camaiore 1998, quarantanovesima edizione della corsa, si svolse il 5 agosto 1998 su un percorso di 198,2 km, con arrivo a Camaiore. Fu vinto dall'italiano Andrea Tafi della Mapei-Bricobi davanti ai suoi connazionali Massimo Podenzana e Alessio Galletti.

## Ordine d'arrivo (Top 10)
| Pos. | Corridore            | Squadra                   | Tempo    |
| ---- | -------------------- | ------------------------- | -------- |
| 1    | Andrea Tafi          | Mapei-Bricobi             | 4h43'25" |
| 2    | Massimo Podenzana    | Mercatone Uno-Bianchi     | s.t.     |
| 3    | Alessio Galletti     | Amore & Vita              | s.t.     |
| 4    | Francesco Casagrande | Cofidis                   | a 18"    |
| 5    | Leonardo Piepoli     | Saeco                     | s.t.     |
| 6    | Stefano Colage       | Cantina Tollo             | a 1'41"  |
| 7    | Alessandro Varocchi  | Ros Mary-Amica Chips      | s.t.     |
| 8    | Cristian Gasperoni   | Amore & Vita              | s.t.     |
| 9    | Luca Scinto          | Asics-CGA                 | s.t.     |
| 10   | Francesco Frattini   | Team Deutsche Telekom-ARD | s.t.     |